# 헌종 (조선)
헌종(憲宗, 1827년 9월 8일(음력 7월 18일) ~ 1849년 7월 25일(음력 6월 6일))은 조선의 제24대 국왕(재위 : 1834년 12월 18일(음력 11월 18일) ~ 1849년 7월 25일(음력 6월 6일))이며 대한제국의 추존 황제이다.

## 개요
성은 이(李), 휘는 환(烉), 본관은 전주, 자는 문응(文應), 호는 원헌(元軒)이다.
순조의 손자이며, 효명세자의 아들이다. 효명세자가 일찍 요절한 후 왕세손에 책봉되었다. 이후 순조가 승하하자 8세의 나이에 즉위하였다. 조선의 국왕 가운데 가장 어린 나이에 즉위하였으며, 이로 인해 할머니인 순원왕후 김씨가 6년간 수렴청정하였다.
헌종의 치세는 순조 시대와 마찬가지로 삼정의 문란이 극에 달하였다. 또한 조선 사회를 유지해오던 신분 질서의 붕괴가 가속화되었다. 대왕대비(순원왕후)의 남동생인 김좌근을 주축으로 하는 안동 김씨와 왕대비(신정왕후)의 아버지 조만영을 중심으로 풍양 조씨에 의한 세도정치가 절정에 이르렀으며, 수해를 비롯한 자연 재해가 빈번하게 발생하였다.
또한 천주교의 교리와 교세 확장에 반대하여 척사윤음을 발표하여 강경하게 대응하였다. 조선에 입국한 서양인 신부와 최초의 조선인 신부인 김대건을 처형하였으며, 조선인 천주교도들을 대대적으로 박해하였다. 해안가에는 서양의 이양선들이 빈번하게 출현하였다. 대내외적으로 혼란한 정국이 지속되는 가운데 특별한 치적을 남기지 못하고 승하하였다. 헌종의 죽음으로 인해 정조의 직계 자손이 단절되었다.

## 생애

### 탄생과 즉위
1827년(순조 27년) 7월 18일, 창경궁 경춘전에서 순조의 장남인 효명세자(익종)와 세자빈 조씨(신정왕후)의 아들로 태어났다.
1829년(순조 29년), 순조는 왕명을 통해 다음해인 경인년(1830년) 9월 15일에 왕손 이환을 왕세손으로 책봉할 것임을 천명하였다.
1830년(순조 30년) 5월 6일, 아버지 효명세자가 승하하였으며 4개월 후인 9월 15일, 창덕궁 인정전에서 왕세손으로 책봉되었다. 왕세손의 책봉은 정조 이후 71년만이며, 헌종은 조선의 마지막 왕세손이기도 하다.
1834년(헌종 즉위년) 11월 18일, 할아버지인 순조의 뒤를 이어 경희궁 숭정문에서 8살의 나이로 즉위하였다. 할아버지와 손자가 왕위를 계승하는 것은 영조와 정조에 이어 두번째이다. 헌종의 나이가 어려 할머니인 대왕대비 김씨(순원왕후)가 6년 동안 수렴청정 하였다.

### 치세

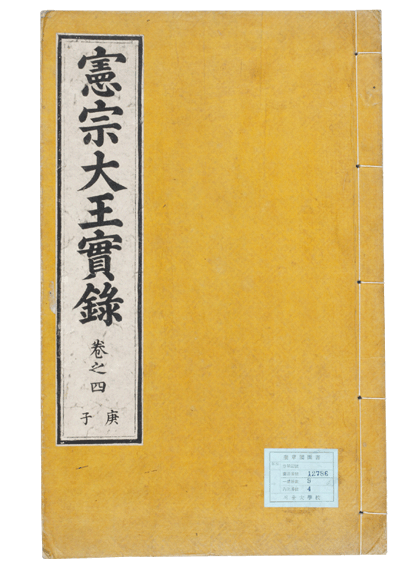
《헌종대왕실록》 (국보 제151호)
----헌종의 14년 7개월간의 치세를 기록한 《헌종실록》은 다른 실록들에 비해 내용이 매우 부실하며, 분량 또한 현저하게 적다.

즉위 직후, 할아버지와 아버지를 각각 순종(純宗)과 익종(翼宗)으로 추존하였다. 1836년(헌종 2년), 할머니인 순원왕후에게 명경(明敬)의 존호를, 어머니인 신정왕후에게 효유(孝裕)의 존호를 올렸다.
헌종의 재위 초기는 사실상 순원왕후에 의해 통치되던 시기였으며, 대왕대비의 친정인 안동 김씨를 주축으로 정국이 운영되는 가운데, 헌종의 외가인 풍양 조씨가 세를 확장하면서 공존하는 양상을 띠었다. 이들은 비변사의 주요 요직을 독점하였다.
1835년(헌종 1년), 대왕대비(순원왕후)는 헌종의 외조부인 조만영의 아우 조인영을 추천이나 전형 없이 중비로 이조판서에 제수하였다. 이어 자신의 오빠인 김유근을 훈련대장으로, 조만영을 어영대장으로 임명함으로서 중요 요직에 대왕대비와 왕대비의 일족들이 임명되었으며, 풍양 조씨 일문이 서서히 중요 관직에 입문하기 시작하였다.
1837년(헌종 3년) 3월, 안동 김씨 가문의 영흥부원군 김조근의 딸 효현왕후를 왕비로 책봉하였으며, 1843년(헌종 9년) 효현왕후가 승하하자 다음해인 1844년(헌종 10년) 10월, 남양 홍씨 가문의 익풍부원군 홍재룡의 딸인 효정왕후를 새로운 왕비로 책봉하였다. 이때 헌종과 효정왕후의 가례 모습을 그린 〈헌종가례진하도 병풍〉은 보물 제733-1호와 제733-2호로 지정되어 있다.

#### 남응중 모반 사건
1836년(헌종 2년), 남응중이 남경중, 남공언, 문헌주등과 반란을 모의하였는데, 정조의 이복 동생인 은언군의 손자를 임금으로 추대하고, 청주성을 점령한다는 계획을 세웠다. 하지만 천기영이 사전에 고발함으로서 일이 발각되어 실패하였다. 이들은 일본으로 도피하고자 마음먹고 부산 동래에 있는 왜관으로 가서 일본으로 입국할 뜻을 전했으나 거절당하고 조선 정부에 다시 인도되어 능지처참 되었다.

#### 민진용 역모 사건
1844년(헌종 10년), 노론이었으나 몰락하여 중인이 된 민진용이 이원덕 등과 함께 은언군의 손자인 이원경(회평군)을 임금으로 추대하려 했으나 실패하여 능지처참 되었다. 이원경은 전계대원군의 아들로, 후에 헌종에 뒤를 이어 왕이 되는 철종의 이복형이다. 하지만 철종 즉위 후 순원왕후에 의해 철종의 아버지, 조부, 형제 등 집안의 역모 혹은 좋지 않은 일에 관한 기록을 전부 세초(洗草)하게 하였다. 이로 인해 기록이 인멸됨으로써 이원경과 관련된 내용도 지워져 자세히 알 수 없게 되었다.

### 천주교 박해

#### 배경
헌종의 할아버지인 순조가 즉위한 직후, 당시 수렴청정하였던 정순왕후에 의해 천주학은 사학(邪學, 주자학 이외의 거짓 학문)으로 여겨져 사교금압령이 내려지고 대대적인 천주교도에 대한 박해가 일어났다.(→신유박해) 천주교와 천주학에 관한 조선 조정의 입장은 이후 일관되게 유지되었다.
그러나 신유박해는 정순왕후와 벽파가 시파를 숙청하는 과정에서 생긴 정치 보복적 성격이 짙었으므로, 정순왕후가 죽고 순조의 장인인 김조순을 주축으로 하는 안동 김씨와 시파는 천주교에 대해 비교적 관대한 입장을 보였다. 그 일례로서 기해박해가 일어나기까지 40여년간 천주교에 대한 조선 조정의 적극적인 탄압은 없었으며 순조대에 발생한 을해박해 또한 중앙 정부의 지시 없이 지방관이나 지역민들의 사적인 제제와 천주교민들의 재산을 탈취하려는 목적에서 시작되었다.

#### 기해박해
교황 그레고리오 16세가 천주교 조선대목구를 설정한 이후, 파리 외방전교회의 피에르 모방 신부가 조선에 입국했다. 이후 1836년(헌종 2년), 조선교구장으로 임명된 앵베르 주교와 자크 샤스탕 신부가 조선에 입국하였으며, 이들은 유진길의 도움을 받아 김대건과 최양업, 최방제를 마카오에 있는 신학교로 보내 공부하도록 하였다. 서양인 선교사와 신부들로 인해 조선 내에서 천주교의 교세가 회복되고 신자들의 수가 증가하였다.
이러한 가운데 대왕대비(순원왕후)의 오빠인 김유근 또한 천주교에 우호적인 시파 출신으로, 훈련대장을 거쳐 공조판서에 임명되었으나 이후 병을 얻게 되었고 말을 할 수 없게 되었다. 이 시기를 전후하여 추사 김정희로부터 유진길을 소개받고 천주학에 관심을 갖게 되었으며, 세례를 받을 정도로 관용적이었다.
하지만 김유근이 병으로 은퇴한 이후, 신정왕후의 측근인 우의정 이지연이 대왕대비에게 사학의 일을 끝까지 파헤쳐 강하게 처벌할 것을 청했다. 이후 천주교에 우호적인 안동 김씨에 반해 보수적인 풍양 조씨가 집권하면서 박해 의논이 일어났다.
이에 순원왕후는 강력하게 사학을 척결할 것을 지시하였고, 본래의 행정체계였던 오가작통법은 일종의 이웃간 연좌제로 변질되어 천주교도를 색출하는데 사용되었다. 조선에 입국한 파리 외방전교회의 프랑스인 사제들이 처형되었으며, 정하상과 유진길 등을 비롯해 119명의 천주교인이 투옥되고 처형되었다.

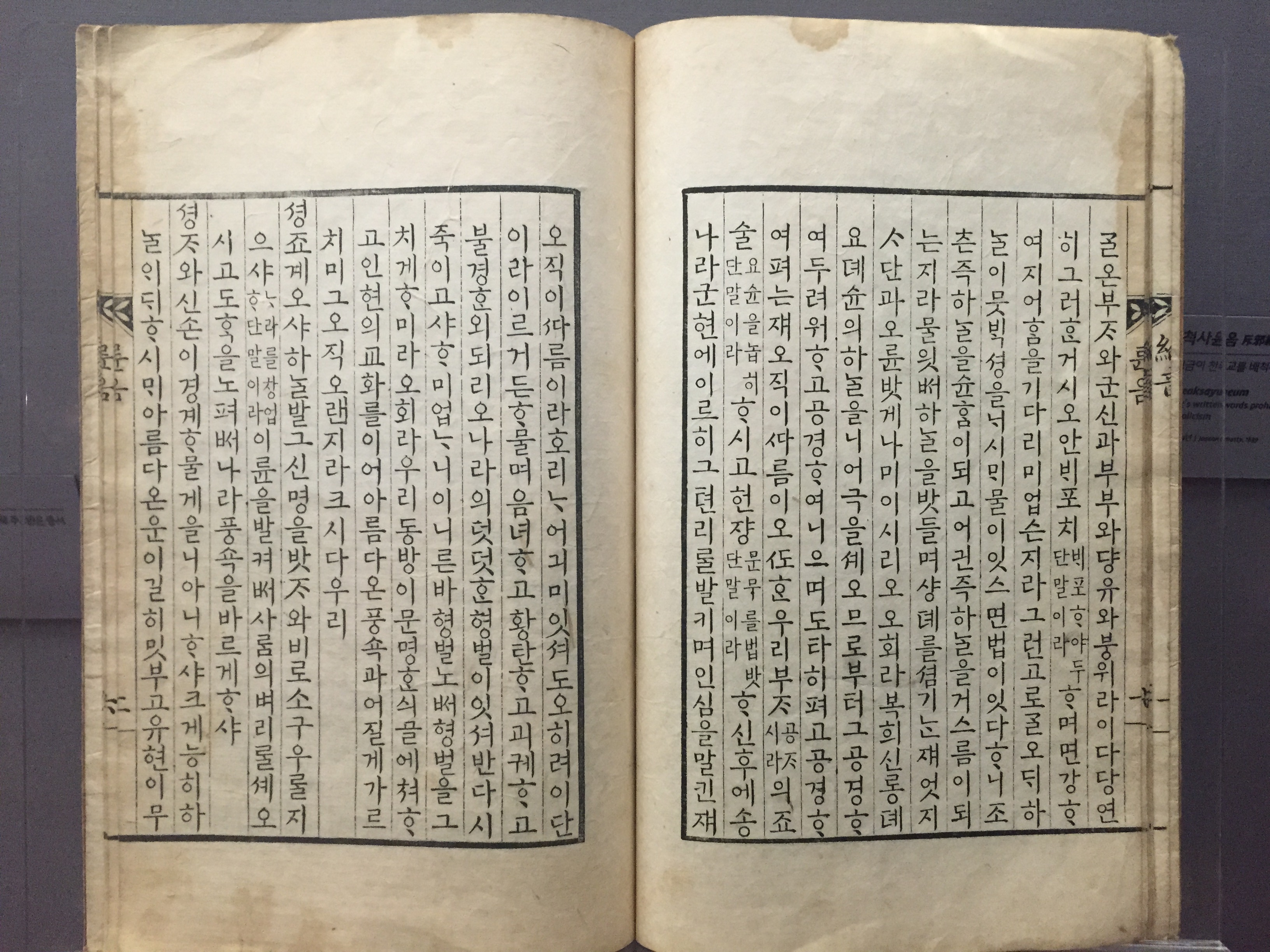
《척사윤음》
----천주교 배척에 관한 내용을 백성들에게 효유하는 순원왕후의 한글 서필이다.

 
서양인(西洋人) 범세형(范世亨, 엥베르) · 나백다록(羅伯多祿, 피에르 모방) · 정아각백(鄭牙各伯, 샤스탕)과
정하상(丁夏祥) · 유진길(劉進吉)을 추국하고 베었다.
정하상은 신유사옥 때 정법된 정약종(丁若鍾)의 아들로서, 양술(洋術)을 가계로 삼고
유진길 · 조신철(趙信喆)과 세세히 준비하여 서양인(洋漢)을 맞이해 와서 신부(神父) · 교주를 삼았으며,
또 김(金) · 최(崔) 두 어린이를 서양에 보내어 그 양술(洋術)을 죄다 배울 것을 기필하였다.
유진길은 역관(譯官)이고, 조신철은 종[徒隷]이었다.
 — 《헌종실록》 6권,
헌종 5년(1839년 청 도광(道光) 19년) 8월 14일 (정축)
순원왕후는 이어 한글로 척사윤음을 내려 백성들에게 사학에 물들지 말것을 강력하게 경고하였다.

#### 병오박해
1841년(헌종 7년), 기해박해 이후 앵베르 주교의 순교로 공석이 된 조선대목구에 새로 임명받은 장조제프 페레올 주교, 마리니콜라앙투안 다블뤼 신부 및 다른 신자들이 라파엘호를 타고 상해를 떠나 김대건 신부와 함께 조선으로 입국하였다. 입국 후 김대건 신부는 선교를 펼치다가, 관헌들에게 체포되어 1846년(헌종 12년) 새남터에서 처형되었다.

## 최후

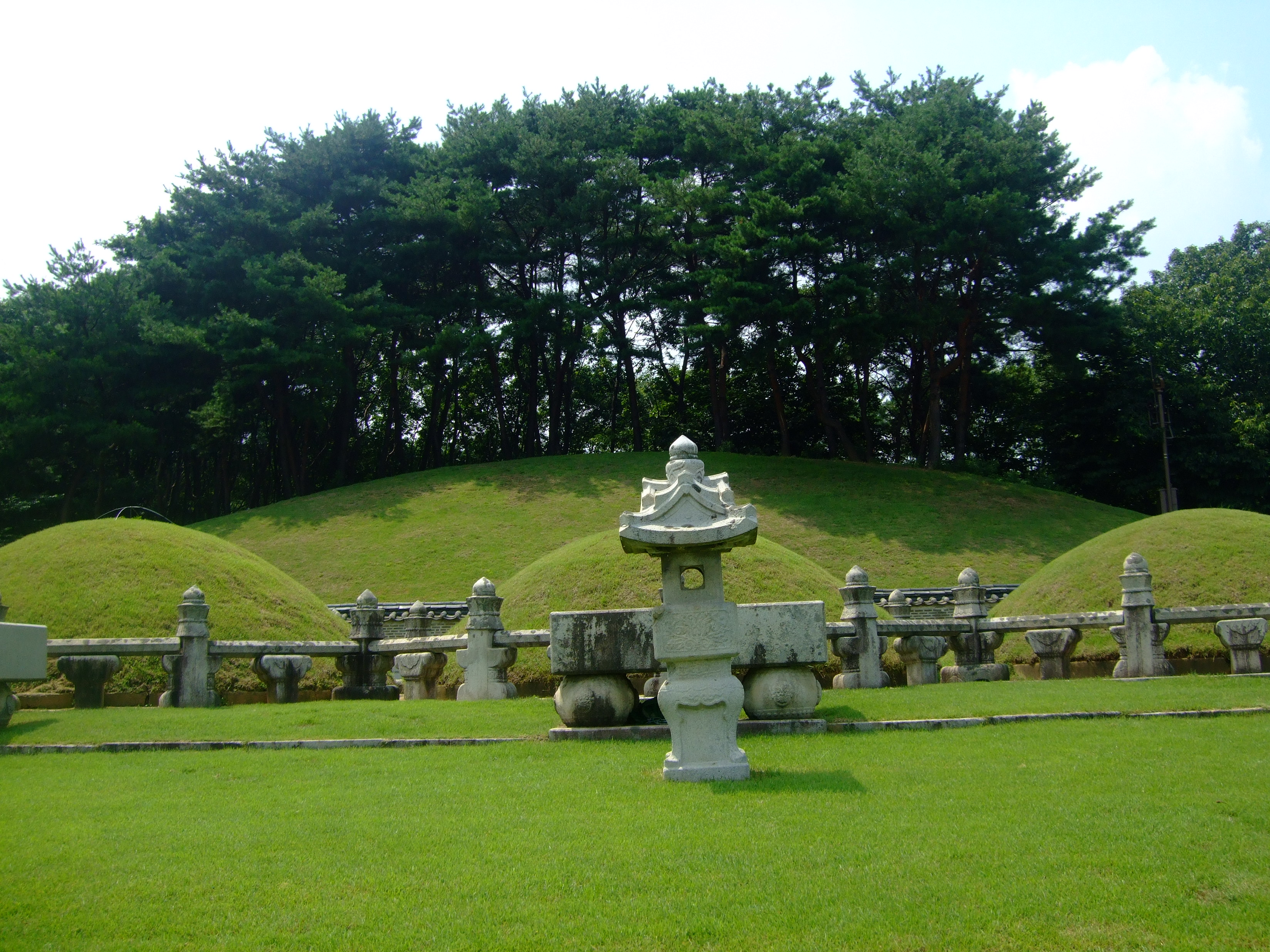
헌종과 정비 효현왕후, 계비 효정왕후가 묻힌 경릉

1849년(헌종 15년) 6월 6일, 오시(午時, 오전 11시~오후 1시)에 창덕궁의 중희당(重熙堂)에서 승하하였다.
헌종이 후사를 남기지 못하고 일찍 승하하였기 때문에 사도세자의 증손자이자, 아버지 익종의 6촌인 덕완군(철종)이 왕위를 계승하게 되었다. 철종은 헌종에게 7촌 당숙이 된다.
10월 28일, 경기도 구리시 인창동 건원릉의 서쪽 구릉의 유좌(酉坐)인 언덕 효현왕후 묘소 옆 경릉(景陵)에 안장되었다.

### 묘호 및 시호
묘호는 헌종(憲宗)으로, 《헌종실록》에 따르면 널리 듣고 다능함(博聞多能)을 의미한다. 시호는 경문위무명인철효대왕(經文緯武明仁哲孝大王)이다.
대한제국 순종 때인 1908년(융희 2년) 성황제(成皇帝)로 추존되었으며 존호를 더하여 정식 시호는 체건계극중정광대지성광덕홍운장화경문위무명인철효성황제(體健繼極中正光大至聖廣德弘運章化經文緯武明仁哲孝成皇帝)이다.

## 가족 관계
| 조선 제24대 국왕 대한제국의 추존 황제 | 헌종 성황제 憲宗 成皇帝 | 출생 | 1827년 9월 8일 (음력 7월 18일) 조선 한성부 창경궁 경춘전        |
| 조선 제24대 국왕 대한제국의 추존 황제 | 헌종 성황제 憲宗 成皇帝 | 사망 | 1849년 7월 25일 (음력 6월 6일) (21세) 조선 한성부 창덕궁 중희당 |

|    |                                                   | 본관 | 생몰년          | 부모                                                                          | 비고                                  |
| -- | ------------------------------------------------- | ---- | --------------- | ----------------------------------------------------------------------------- | ------------------------------------- |
| 부 | 문조 익황제 文祖 翼皇帝 익종대왕 翼宗大王         | 전주 | 1809년 - 1830년 | 순조 숙황제 純祖 肅皇帝 순원숙황후 김씨 純元肅皇后 金氏                       | 조선의 추존 국왕 대한제국의 추존 황제 |
| 모 | 신정익황후 조씨 神貞翼皇后 趙氏 신정왕후 神貞王后 | 풍양 | 1808년 - 1890년 | 풍은부원군 조만영 豊恩府院君 趙萬永 덕안부부인 은진 송씨 德安府夫人 恩津 宋氏 | 효유대왕대비 孝裕大王大妃             |

| 시호 | 시호                                              | 본관 | 생몰년          | 부모                                                                          | 비고              |
| ---- | ------------------------------------------------- | ---- | --------------- | ----------------------------------------------------------------------------- | ----------------- |
| 정비 | 효현성황후 김씨 孝顯成皇后 金氏 효현왕후 孝顯王后 | 안동 | 1828년 - 1843년 | 영흥부원군 김조근 永興府院君 金祖根 한성부부인 한산 이씨 韓城府夫人 韓山 李氏 |                   |
| 계비 | 효정성황후 홍씨 孝定成皇后 洪氏 효정왕후 孝定王后 | 남양 | 1831년 - 1904년 | 익풍부원군 홍재룡 益豊府院君 洪在龍 연창부부인 죽산 안씨 延昌府夫人 竹山 安氏 | 명헌태후 明憲太后 |

| 작호 | 작호                | 본관 | 생몰년          | 부모                              | 비고 |
| ---- | ------------------- | ---- | --------------- | --------------------------------- | ---- |
| 빈   | 경빈 김씨 慶嬪 金氏 | 광산 | 1832년 - 1907년 | 김재청 金在淸 평산 신씨 平山 申氏 |      |
| 빈   | 정빈 윤씨 貞嬪 尹氏 | 해평 | 1833년 - ?      | 윤치희 尹致羲 미상                |      |
| 숙의 | 숙의 김씨 淑儀 金氏 | 김해 | ? - 1895년      | 김학성 金鶴聲                     |      |

|   |      | 생몰년          | 생모      |
| - | ---- | --------------- | --------- |
| 1 | 옹주 | 1848년 - 1848년 | 숙의 김씨 |

## 같이 보기
- 헌종실록
- 조선 왕 가계도
- 순조
- 숙의 김씨
- 기해박해
- 병오박해
- 효명세자
- 신정왕후
- 순원왕후
- 조만영
- 조인영
- 김조근
- 헌종가례진하도 병풍

### 주해
1. ↑  이후 순종은 순조(純祖)로, 익종은 문조(文祖)로 개칭되었다.